# Saint-Frichoux
Saint-Frichoux é uma comuna francesa na região administrativa de Occitânia, no departamento de Aude. Estende-se por uma área de 6,33 km². Em 2010 a comuna tinha 253 habitantes (densidade: 40 hab./km²).